# Yuqunweng (sockenhuvudort i Kina, Xinjiang Uygur Zizhiqu, lat 43,87, long 81,62)
Yuqunweng (kinesiska: 愉群翁, 愉群翁回族乡) är en sockenhuvudort i Kina. Den ligger i den autonoma regionen Xinjiang, i den nordvästra delen av landet, omkring 480 kilometer väster om regionhuvudstaden Ürümqi. Antalet invånare är 46 759. Befolkningen består av 22 610 kvinnor och 24 149 män. Barn under 15 år utgör 23,0 %, vuxna 15-64 år 70 %, och äldre över 65 år 5,0 %.
Runt Yuqunweng är det ganska tätbefolkat, med 86 invånare per kvadratkilometer. Närmaste större samhälle är Yining, 14,1 km nordväst om Yuqunweng. Trakten runt Yuqunweng består till största delen av jordbruksmark.
Genomsnittlig årsnederbörd är 410 millimeter. Den regnigaste månaden är juni, med i genomsnitt 53 mm nederbörd, och den torraste är mars, med 11 mm nederbörd.